# MarineLand w Niagara Falls
Marineland (oficjalna nazwa Marineland of Canada Inc.) – morski park rozrywki położony w kanadyjskiej miejscowości Niagara Falls w stanie Ontario. Łączy w sobie cechy akwarium i ogrodu zoologicznego, ale przede wszystkim typowego parku rozrywki.

## Strefy tematyczne i atrakcje
W skład kompleksu wchodzą: 
- Zatoczka Przyjaźni (Friendship Cove) z orkami
- Arktyczna Zatoczka (Arctic Cove) z waleniami
- Strefa Pokazów (The King Waldorf Stadium Show), gdzie organizowane są pokazy lwów morskich, morsów oraz delfinów.
- Aquarium Dome, tj. akwarium ze starszymi zwierzętami nie biorącymi już aktywnego udziału w pokazach (m.in. lwy morskie, foki, delfiny),
- Farma Zwierzęca zorganizowana w formie mini ogrodu zoologicznego m.in. z niedźwiedziami oraz reniferami.

Najbardziej rozbudowaną częścią parku jest lunapark z licznymi atrakcjami dla zwiedzających. 

### Kolejki górskie

#### Nieczynne
W 2024 roku w parku znajdowały się 2 kolejki górskie. Obydwie nie zostały uruchomione w sezonie 2024.
| # | Nazwa            | Producent      | Data otwarcia | Data zamknięcia | Typ               | Wysokość [m] | Prędkość [km/h] | Źródło |
| - | ---------------- | -------------- | ------------- | --------------- | ----------------- | ------------ | --------------- | ------ |
| 1 | Lady Bug Coaster | Zierer         | 1979          | 2024            | stalowa dziecięca | 3,3          | 26              | [ 4 ]  |
| 2 | Dragon Mountain  | Arrow Dynamics | 1983          | 2024            | stalowa           | 56,7         | 80,5            | [ 5 ]  |

## Galeria

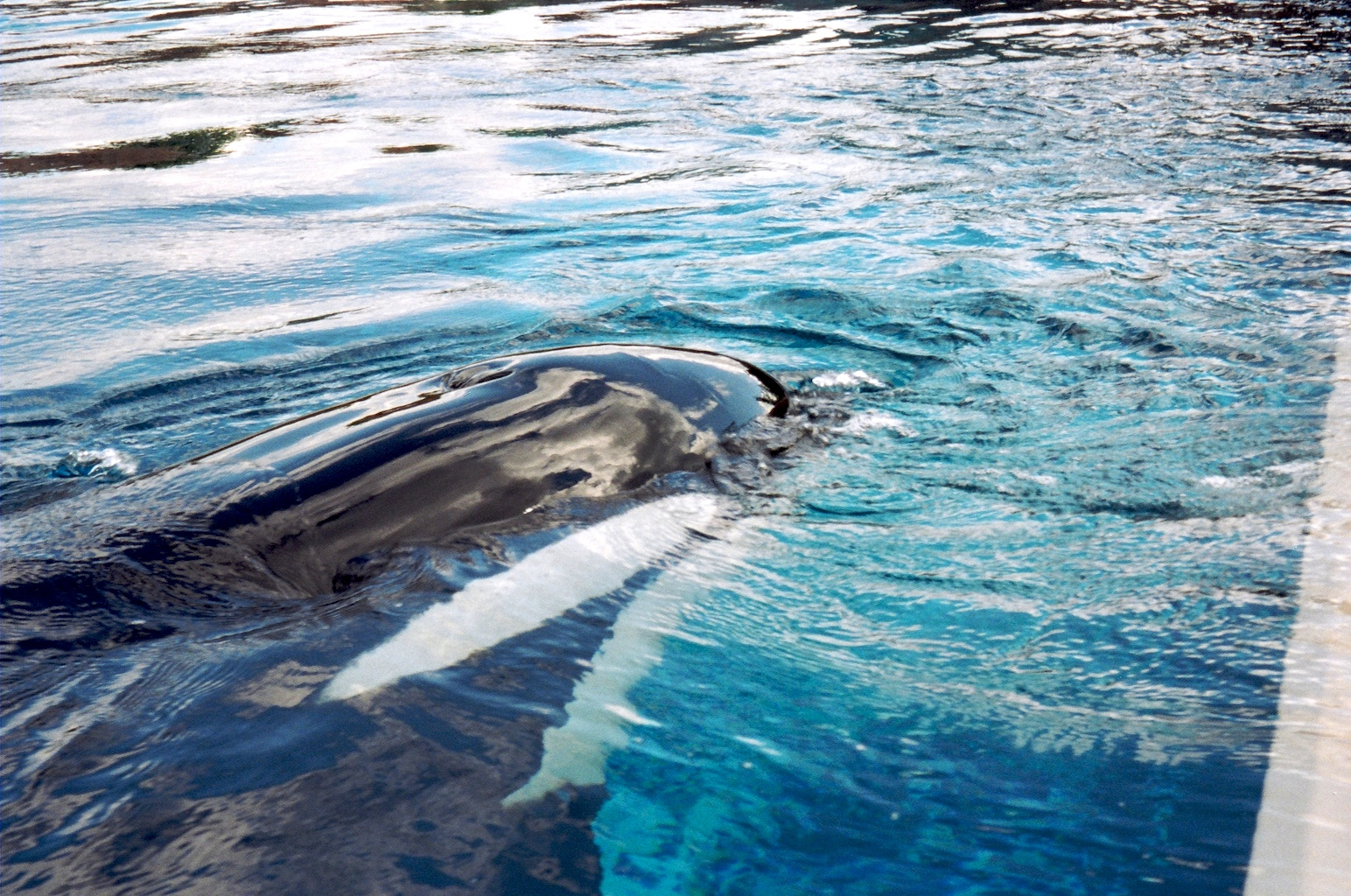
Orka w Marineland
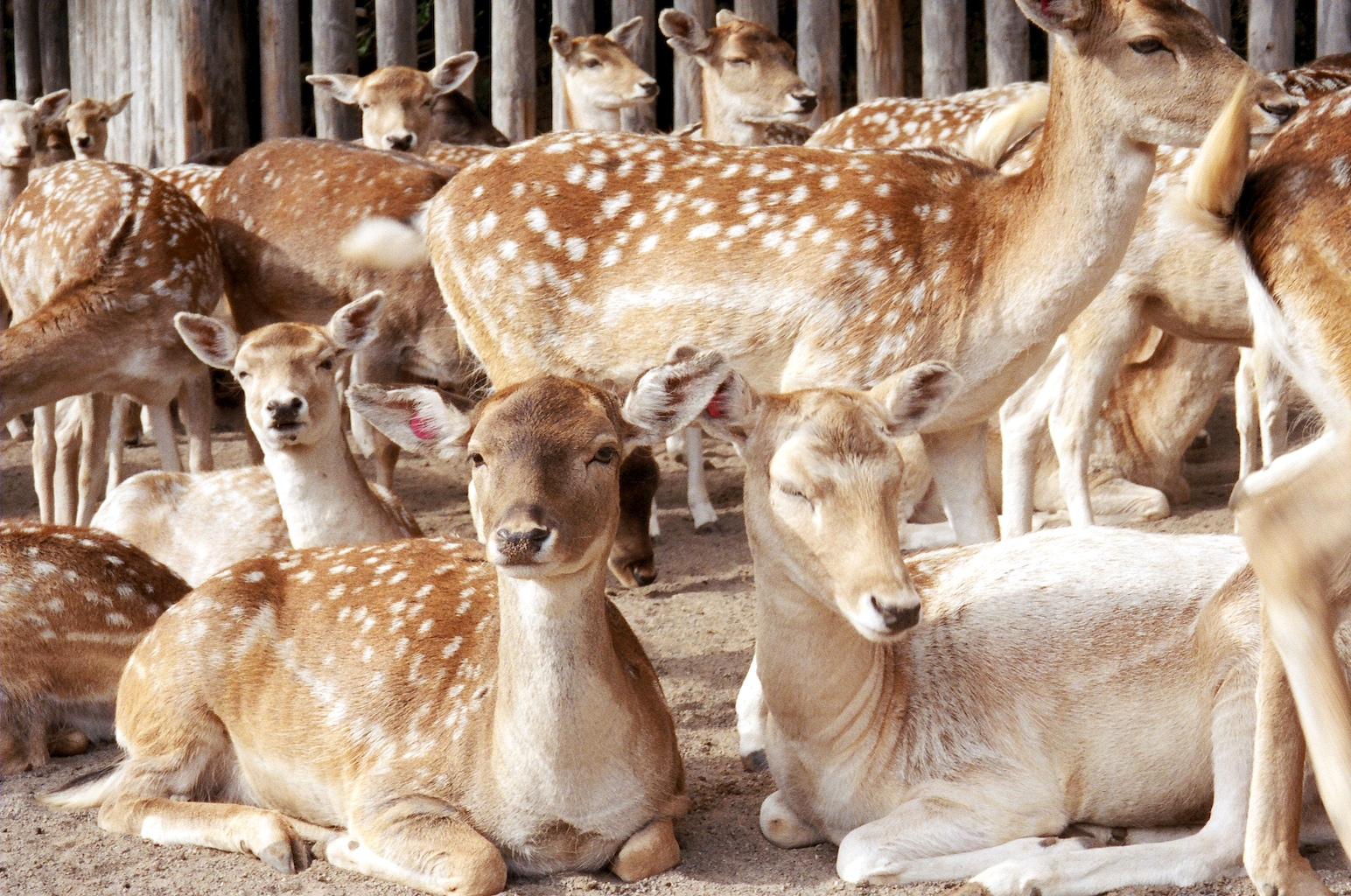
Renifery w Marineland
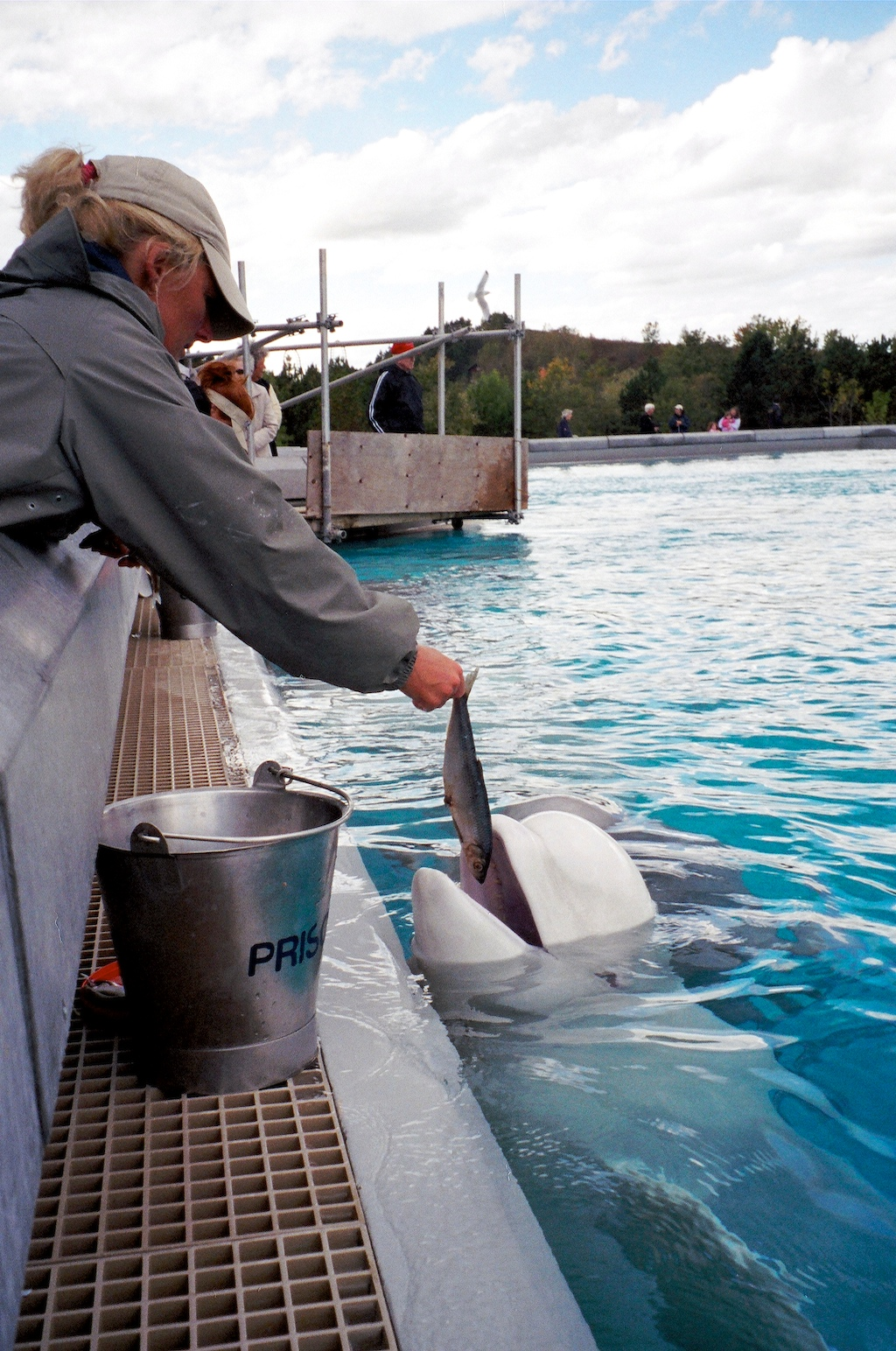
Waleń w Marineland